# Феодор Молчаливый
Феодор Молчаливый — преподобный Русской православной церкви.

## Биография
О детстве, отрочестве и мирской жизни Феодора сведений практически не сохранилось, да и последующие биографические данные о нём очень скудны и отрывочны; известно лишь, что он подвизался в Киево-Печерском монастыре (позднее Лавра) в XIII веке. 
Кроме многих обычных иноческих подвигов Феодор, особенно отличался крайней немногословностью за что и получил от монастырской братии прозвище Молчаливый. Оно было для него путем к всегдашнему богомыслию и средством к тому, чтобы ум не развлекался ничем земным, а язык не согрешал ни единым словом. Согласно летописям: «такое душевное совершенство было угодно Богу и отец Феодор получил от Господа дар чудотворения», которое и теперь являет всем приходящим и поклоняющимся с верою его святым мощам, почивающим в дальних пещерах Киево-Печерской лавры. 
Память его празднуется 17 февраля и 28 августа (в Соборе преподобных отцов Киево-Печерских, в Дальних пещерах почивающих).